# Dobrá Voda (Číměř)
Dobrá Voda (německy Guttenbrunn) je malá vesnice, část obce Číměř v okrese Jindřichův Hradec v Jihočeském kraji. Nachází se asi dva kilometry východně od Číměře. Dobrá Voda leží v katastrálním území Dobrá Voda u Číměře o rozloze 6,14 km².

## Historie
První písemná zmínka o vesnici pochází z roku 1381.

## Přírodní poměry
Vesnice stojí v Javořické vrchovině. Severovýchodně od ní se nachází přírodní památka Rybník Růže.

## Obyvatelstvo
| Rok            | 1869 | 1880 | 1890 | 1900 | 1910 | 1921 | 1930 | 1950 | 1961 | 1970 | 1980 | 1991 | 2001 | 2011 | 2021 |
| -------------- | ---- | ---- | ---- | ---- | ---- | ---- | ---- | ---- | ---- | ---- | ---- | ---- | ---- | ---- | ---- |
| Počet obyvatel | 485  | 503  | 472  | 495  | 424  | 376  | 349  | 133  | 86   | 73   | 46   | 41   | 37   | 29   | 41   |
| Počet domů     | 68   | 75   | 76   | 74   | 71   | 71   | 73   | 37   | 20   | 19   | 16   | 21   | 23   | 26   | 28   |

## Obecní správa
Při sčítání lidu v letech 1850–1964 Dobrá Voda byla samostatnou obcí v okrese Jindřichův Hradec. Od 14. června 1964 je částí obce Číměř v okrese Jindřichův Hradec.

## Pamětihodnosti
- Kaplička

## Další fotografie

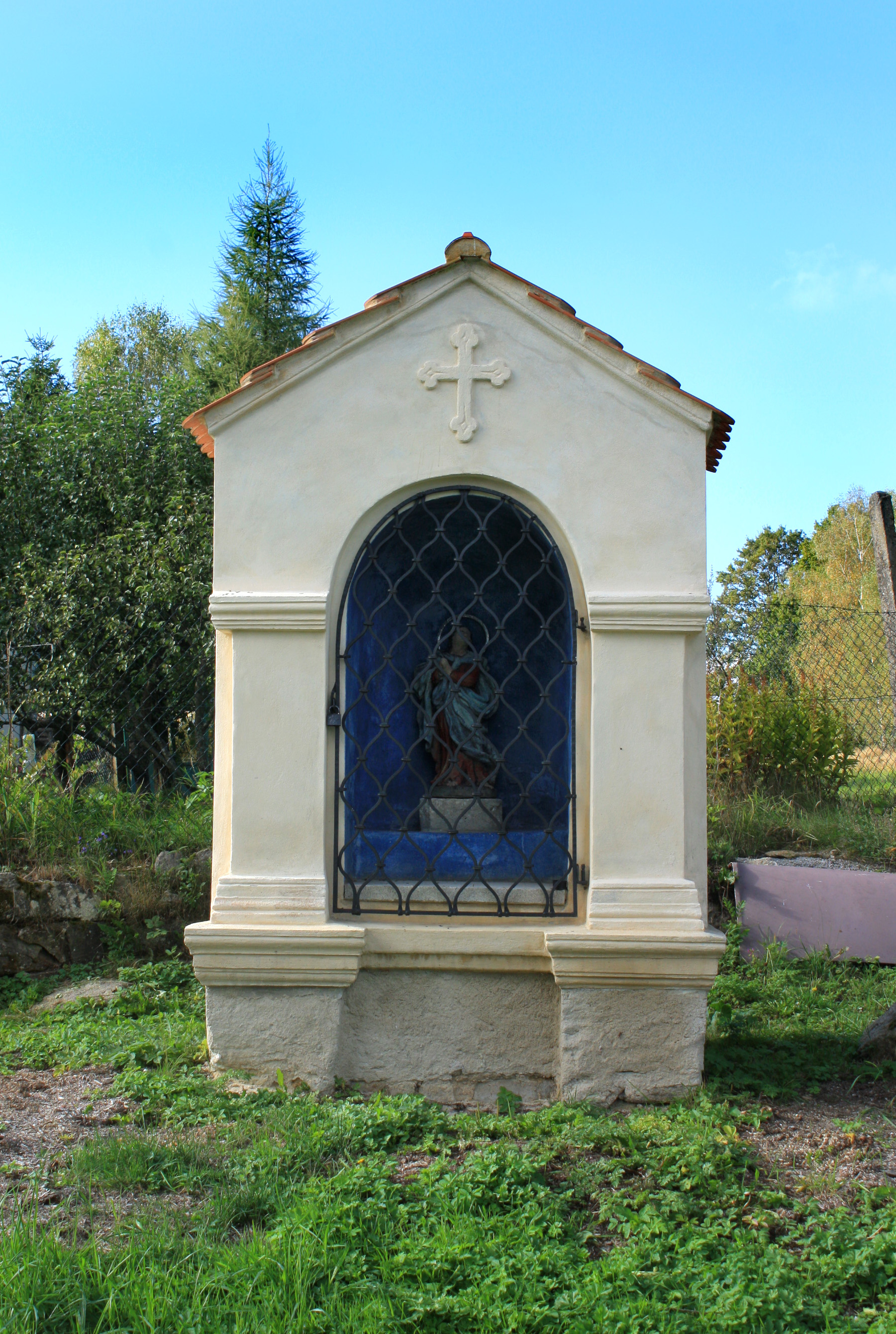
Památkově chráněná kaplička
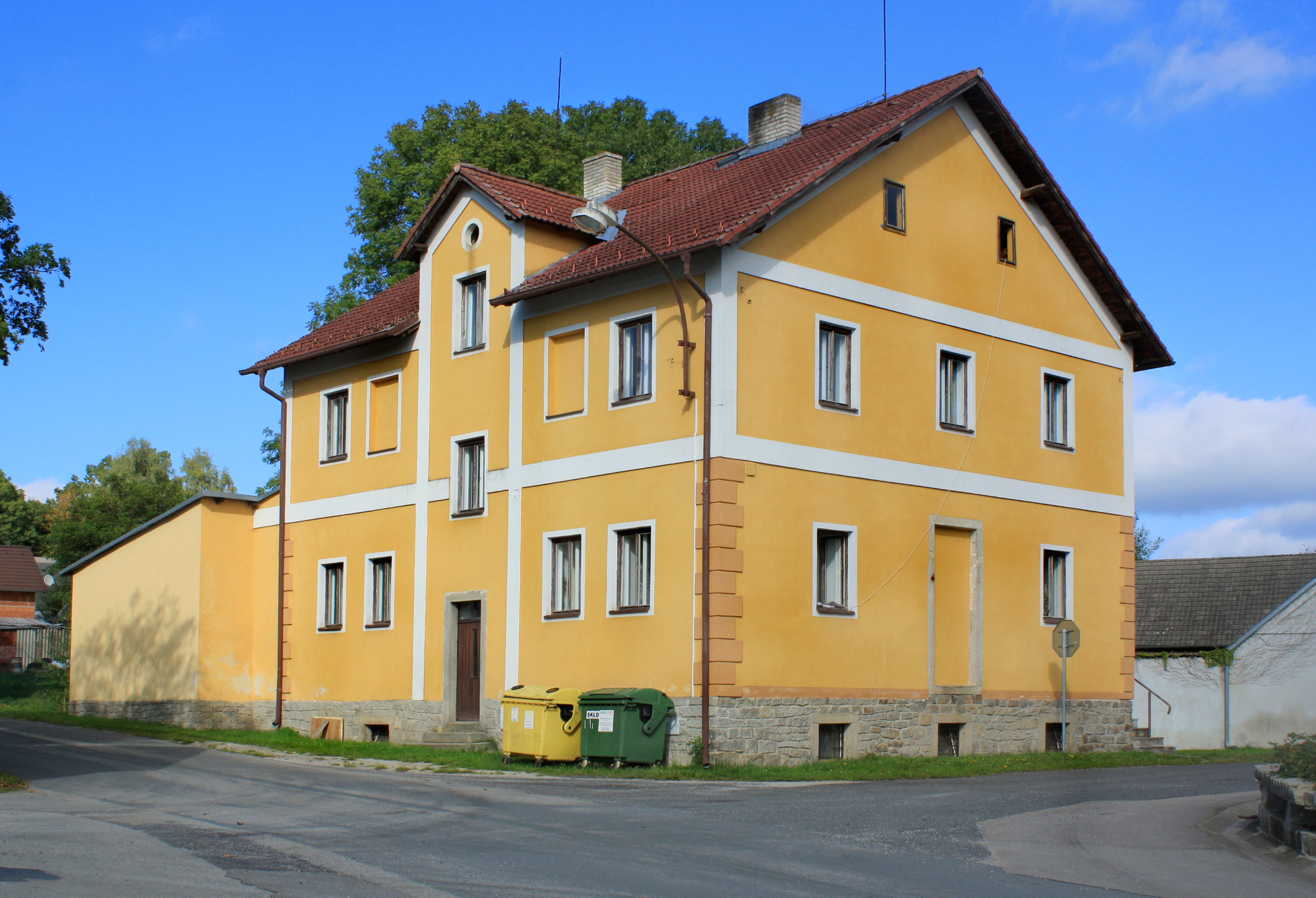
Městský dům na křižovatce
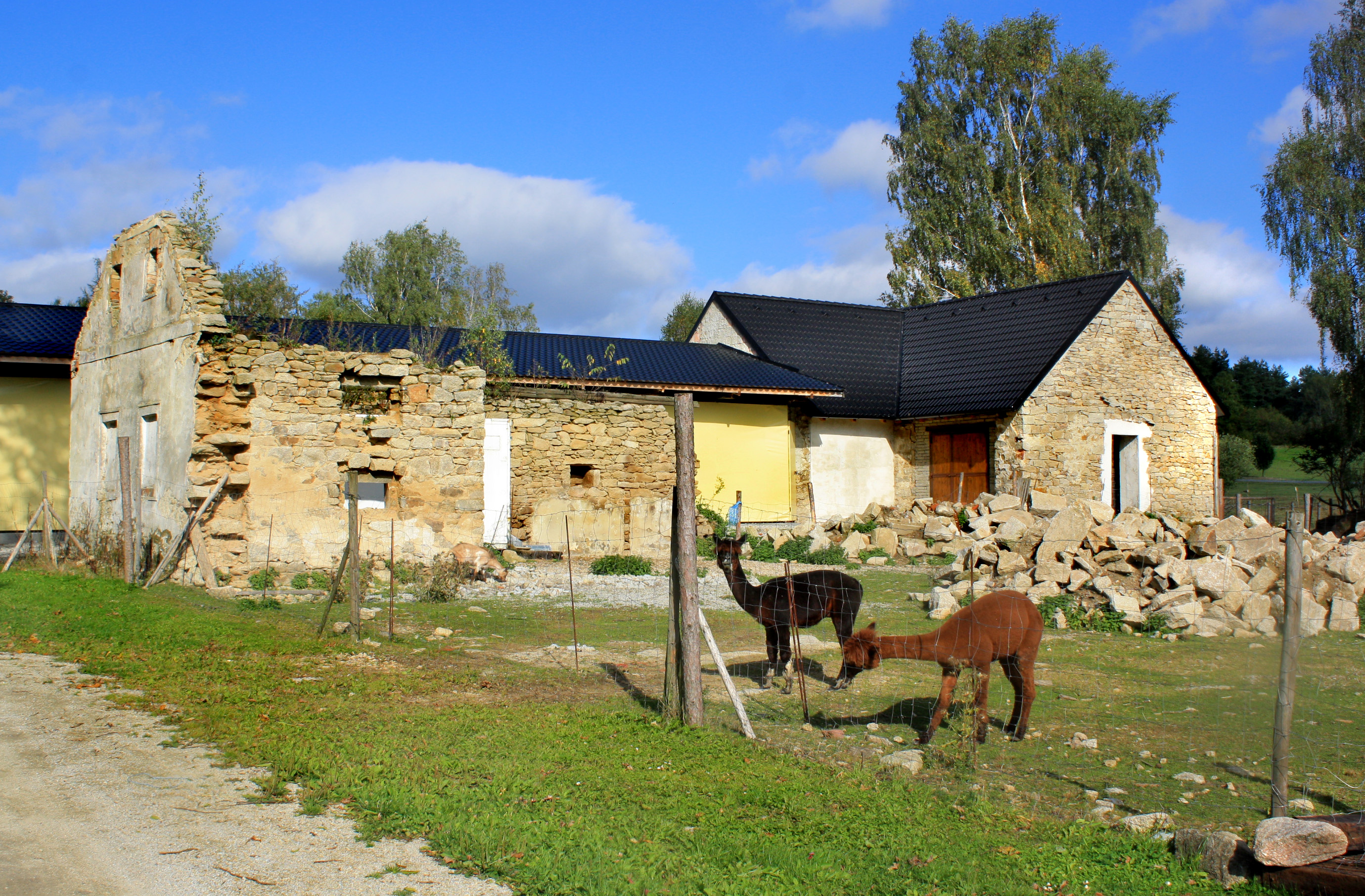
Chov lam